# 赤城水産
赤城水産株式会社（あかぎすいさん）は、群馬県渋川市に本社を置く水産物加工品製造メーカーである。
「ねぎとろ」、「まぐろ切り落とし」を中心とする水産物の加工および製造販売。「ねぎとろ」シェアは全国1位。 
かつては丸紅が資本参加していたものの、後に撤退。その後、ジャパンフードシステム傘下で経営再建を果たした（詳細は「沿革」を参照）。しかし世界的な魚食ブームやマグロの漁獲規制などから、売り上げの70%を占める主力商品の原材料であるマグロ価格が高騰。現在生き残り策を模索中である。

## 沿革
- 1983年6月1日 - 赤城水産株式会社を設立。
- 1987年8月 - 「ねぎとろ」の製造販売を始める。
- 1988年
  - 2月 - 東京都中央卸売市場（東京都中央区）にて「ねぎとろ」の販売を開始。
  - 3月 - 「ねぎとろ」の本格生産のため群馬県渋川市に第1工場を設置。
  - 4月 - 「ねぎとろ」増産のため群馬県渋川市に第2工場を設置。
- 1989年12月 - 前橋魚市場（群馬県前橋市）内に前橋市場店を開設。
- 1990年
  - 8月 - 「ねぎとろ」増産のため群馬県北群馬郡子持村に第3工場（現 子持工場）を設置。
  - 10月 - 島根県隠岐郡西郷町に活魚センターを開設し活魚の販売を開始。
- 1992年
  - 7月 - チルドによる「まぐろ柵取り」の本格製造販売を開始
  - 11月 - 群馬県渋川市に本社を移転並びに本社工場を新築し、第1工場を統合。
- 1993年
  - 3月 - 第2工場を子持工場に統合、渋川店を第2工場に移転。
  - 6月 - 東京出張所を東京都中央区に移転し、東京営業所として開設。
  - 11月 - 愛知県西春日井郡師勝町（現在の北名古屋市）に東海中部営業所を開設、仙台市若林区に東北営業所を開設。
  - 12月 - 関連会社株式会社まぐろ家さん（本店 東京都千代田区）を設立。
- 1996年4月 - 株式を店頭公開（現在のジャスダック）。
- 2001年3月
  - 丸紅株式会社からの資本参加。
  - 仲卸部を営業譲渡。
- 2004年10月 - 丸紅撤退にともない、筆頭株主が株式会社ジャパンフードシステムに異動。
- 2008年3月 - ジャパンフードシステムの完全子会社となり、上場廃止。
- 2009年7月 - 関西工場を廃止、筆頭株主が株式会社ジャパンフードシステムから大栄通商株式会社に異動

## 製品
- ネギトロ
- マグロ切り落とし